# Prune Paschal
Prune Paschal es una variedad cultivar de ciruelo (Prunus domestica), de las denominadas ciruelas europeas. Una variedad de ciruela antigua, se cree oriunda de Francia) sus progenitores son desconocidos. Las frutas tienen un tamaño medio, alargado, ovoide,  con la sutura muy definida, color de piel rojo púrpura sobre un fondo verde amarillento, y pulpa de color verde amarillento, textura medianamente firme, poco jugo, un poco dulce y subácida pero sin sabor. De uso culinario y en elaboración de licores.

## Sinonimia
- "Paschal".

## Historia
'Prune Paschal' variedad de ciruela antigua, se cree oriunda de Francia, y de la que se desconocen sus progenitores.
'Prune Paschal' está cultivada en diversos bancos de germoplasma de cultivos vivos, tales como en National Fruit Collection (Colección Nacional de Fruta) de Reino Unido con el número de accesión: 1951-092 y Nombre Accesión : Prune Paschal. Recibido por "The National Fruit Trials" (Probatorio Nacional de Fruta), para evaluar sus características en 1951, procedente de la "Station de Recherches", Gante, Bélgica.

## Características
'Prune Paschal' árbol muy sano que produce mucho fruto. Las ramas pueden romperse, por lo que es aconsejable realizar un aclarado. Las frutas se caen rápidamente. Autopolinizante. Flor blanca, que tiene un tiempo de floración que comienza a partir del 18 de abril con el 10% de floración, para el 22 de abril tiene una floración completa (80%), y para el 1 de mayo tiene un 90% de caída de pétalos.
'Prune Paschal' tiene una talla de tamaño mediano (promedio 34.40 g), de forma alargado, ovoide, ligeramente dentado por ambos lados, con la sutura muy definida dividiendo la ciruela en una mitad alta más ancha y una mitad corta más estrecha, piel bastante dura, con abundante pruina azulado violácea, siendo el color de la piel rojo púrpura sobre un fondo verde amarillento, punteado numerosos, pequeños, de color marrón rojizo, conspicuos; pedúnculo largo (promedio 12.33 mm), que permanece unido a las ramas; pulpa de color verde amarillento, textura medianamente firme, poco jugo, un poco dulce y subácida pero sin sabor.
Hueso semi adherido en algunas ocasiones firmemente adherido, ovalada alargada, turgente, áspera y picada, puntiaguda en la base, roma en el ápice, sutura ventral bastante ancha, superficialmente surcada, roma, sutura dorsal con un surco ancho y poco profundo.
Su tiempo de recogida de cosecha es medio, se inicia en su maduración en la tercera decena de agosto y primera decena de septiembre.

## Usos
Debido a su sabor bastante agrio es de poco valor como ciruela fresca de postre, pero una excelente variedad culinaria, y especialmente indicada como ciruela para la elaboración de licores.